# Természettörténet (Így jártam anyátokkal)
A Természettörténet az Így jártam anyátokkal című televízió-sorozat hatodik évadának nyolcadik epizódja. Eredetileg 2010. november 8-án vetítették, míg Magyarországon 2011. szeptember 12-én.
Ebben az epizódban a banda a Természettörténeti Múzeumban rendezett bálba megy, ahol Ted egy egész más oldalát ismeri meg Zoeynak. Barney és Robin minél több kiállítási tárgyat akarnak megérinteni, Marshall pedig az álmai miatt lamentál.

## Cselekmény
A Góliát Nemzeti Bank jóvoltából mindannyian el tudnak menni az éves bálba a Természettudományi Múzeumban. Odaúton a taxiban azon gondolkoznak, hogy mit szólna most a múltbeli énjük, ha látnák magukat. Visszaemlékezésben láthatjuk, ahogy Ted, Marshall és Lily, "szendvicsevés" közben kinevetik egy öltönyös évfolyamtársukat – aztán megdöbbennek, amikor kiderül, hogy a srác az anyja temetésére készült.
A múzeumban Lily azt mondja, hogy amikor gyerek volt, bement egy közönség elől lezárt területre. Barney erre azt mondja, hogy hat éves korában kivette az egyik triceratops-csontváz bordáját és azzal leverte a kiállított kék bálnát. Ezt mindannyian, még Robin is, hatalmas túlzásnak tartják. Arthur megérkezik és bemutatja őket régi barátjának, az esemény házigazdájának, George Van Smoot-nak, aki jobban szereti, hogyha csak "Kapitánynak" hívják, mert szenvedélyesen szereti a hajókat. Mivel a Kapitány azt mondja nekik, hogy ne érjenek semmihez, ezt Barney kihívásként értékeli és elhatározza, hogy annyi műtárgyat fogdos össze, amennyit csak tud. Robin csatlakozik hozzá és együtt játják a múzeumot.
Eközben Marshall elmondja Lilynek, hogy Arthur ötéves szerződést ajánlott neki a GNB-nél. Lily azt mondja, hogy ne fogadja el, hanem kövesse az álmát, hogy környezetvédő ügyvéd legyen, de Marshall azt mondja, hogy el fogja fogadni. Lilyt valósággal sokkolja, amikor azt mondja, hogy már nem érdekli a környezetvédelem, ahogy az előző két évben sem érdekelte, és ezt azzal indokolja, hogy mióta belépett a bankhoz, megváltozott az értékítélete, mert pénzre van szükségük a családalapításhoz, és már nem egyetemisták.
Ted kipróbálja a nagyterem akusztikáját, ugyanis azt úgy tervezték, hogy ha egy bizonyos ponton megáll benne az ember, akkor hallja, mit suttognak az átellenes oldalon. Miközben ezzel szórakozik, meglátja Zoeyt a terem másik oldalán. Ted bosszús, mert Zoey írt róla egy dehonesztáló cikket, amiben őt "leburzsujozta". Összevesznek, és ekkor derül ki Ted számára, hogy Zoey a Kapitány felesége. Ted "Galaktikus Szupersztár McKirály Elnök Úr"-ként mutatkozik be, amit a Kapitány meglepő módon elhisz. Mikor távozik, Ted és Zoey tovább veszekednek. Ted elkényeztetett trófeának nevezi őt, mire Zoey bosszút esküszik. Később megint összefutnak, miközben Zoey egy másik párossal beszélget. Zoe félrevonja és megkérdezi, hogy miért zaklatja őt. Ted erre annyit válaszol, hogy hagyja őt békén és menjen vissza a tökéletes életébe. Zoey ekkor sírni kezd és bevallja, hogy az élete nem is tökéletes. 22 évesen ment férjhez, a férje odavan a hajókért, amiktől ő már rosszul van, és az Arcadian az egyetlen állandó pont az életében. Ted ekkor azt mondja, hogy az Arcadian tényleg egy szép műemlék, nem lenne szabad lerombolnia a GNB-nek, akiket ő "egy csapat kukinak" nevez. Zoey ekkor váratlanul abbahagyja a sírást és előhúzza a diktafont, amivel felvette, amit Ted mondott, tudván hogy így el tudja őt pusztítani. Később a Kapitány vigasztalja meg Tedet, mondván, hogy ismeri a feleségének a bosszantó szokásait, és megígéri, hogy törölni fogja a felvételt, amikor majd alszik. Ted azt mondja, hogy erre nincs semmi szükség, mert tiszteli Zoeyt azért, hogy kiáll azért, amiben hisz. Jövőbeli Ted elmondja a gyerekeinek, hogy Zoey éppen azon a helyen állt, ahonnan hallotta az egész beszélgetést és meghatódott. Később Zoey és Ted táncolnak, és a nő ekkor azt mondja, hogy letörölte a felvételt.
Eközben egy biztonsági őr elfogja az igencsak belendült Barneyt és Robint. Beviszi őket a biztonsági irodába, ahol leszidja őket és felhoz extrém példákat a múltbeli csínyekről. Ideértve azt is, amikor egy hatéves gyerek egy triceratops bordájával ledöntött egy kék bálnát. Robin megdöbben, hogy a sztori igaz, Barney kérésére pedig az őr a komplett jegyzőkönyvet előveszi, amiben a sztori részletei láthatók. Ami azonban még meglepőbb, hogy a fülön csípett Barneyt a jegyzőkönyv tanúsága szerint az apjának, egy bizonyos Jerome Whittakernek adták ki. Később Barney elmondja Robinnak, hogy a férfit ő Jerry bácsiként ismerte, akit 1981. július 23. óta nem látott, az anyja ugyanis ez után az eset után nem engedte vele találkozni. Barney szerint Jerome Whittaker tényleg az igazi apja és megkéri Robint, hogy ezt senkinek ne mondja el.
Lily, aki a múzeumban kóborol, az egyik kiállítóteremben "meglátja" Egyetemista Marshallt, akinek elmondja, hogy mennyire szeretne inkább ezzel a Marshallal lenni, nem azzal, akivé vált. Egyetemista Marshall azt mondja, hogy ő már "kihalt", de a mostani Marshall a legmélyén ugyanaz az ember, aki akkor volt. Az igazi Marshall ekkor megjelenik, aki azt mondja, hogy sajnálja, hogy fel kell adnia az álmait, de több pénzt kell keresnie ahhoz, hogy a családjuk számára biztos anyagi hátteret teremtsen.
A zárójelenetben látható, ahogy Marshall, elfogadva Arthur ajánlatát, a lelkét is kidolgozza. Jövőbeli Ted azt mondja, hogy ez sem tartott örökké, és végül a Céges Marshall is kihalt ugyanúgy, mint Egyetemista Marshall.

## Kontinuitás
- A Zoey cikkét lehozó lap címoldalán látható egy cikka a csótányegérről (A párkereső")
- Marshall dilemmája a környezetvédelem és a céges jogászkodás között több korábbi rész tárgya ("Élet a gorillák között", "Én nem az a pasi vagyok", "Ordításlánc")
- Lily felidézi, hogy szakított a középiskolai szerelmével, Scooterrel az érettségi banketten ("Életem legjobb bálja")
- Ted korábban is idegesített másokat tudományával az építészetről.
- Egyetemista Marshall egy "szendvicset" eszik ("Így találkoztam a többiekkel")
- A múzeumban Marshall teljesen odáig van azért, mert mindenki szmokingban van. Ted és Barney korábban kihagyták őt a szmokingos estéjükből ("Definíciók")
- Robin egy kitömött pingvint tartott a kezében. Pingvinek iránti vonzalma ismert ("Robin: Kezdőknek")
- Marshall azt mondja, hogy nem hazudott Lilynek, amikor arról beszélt, hogy környezetvédelmi jogász szeretne lenni, egyszerűen csak nemlétező szavakkal válaszolt. A "Jenkins" című epizódban is hasonlóan hárít, amikor nem mondja el, hogy Jenkins nő.

## Jövőbeli visszautalások
- Ted és a Kapitány a hajóján találkoznak legközelebb "A hableány-elmélet" című részben.
- Zoey és a Kapitány az "Ó, Drágám!" című részben válnak el.
- Barney az "Apu, a fergeteges" című részben találkozik az apjával.
- Jövőbeli Ted előrevetítése, hogy Céges Marshall is kihal majd, a "Robbanó húsgolyók" című részben történik meg.
- Bár Zoey azt állítja, hogy törölte a hangfelvételt, az a "Műemlékek" című részben mégis előkerül.
- Megemlítésre kerül, hogy Ted szeret övtáskát hordani - a "Valami régi" című részben Marshall és Lily ebből tréfát űznek.

## Érdekességek
- "A legutolsó cigi" szerint Arthur Hobbs a jogi főosztály vezetője. Az újságcikk pillanatokra látható képén azonban a GNB elnökeként hivatkoznak rá. Az újságcikk címe egyébként "Wieners and Gonads" amely két eufemizáló kifejezés a péniszre és a herezacskóra.
- A Kapitány megemlíti, hogy Zoey állandóan használja a diktafont. A Kapitányt alapító Kyle MacLahlan karaktere a Twin Peaks-ben, Cooper ügynök, rendszeresen használt diktafont.
- Ted ebben az epizódban azt állítja magáról, hogy félig zsidó – ahogy az őt alakító Josh Radnor is az.
- A Ted által megemlített akusztikai jelenség valódi: az amerikai bölény és a grizzlymedve mellett állva lehet tapasztalni, hogy a másik oldalon elmondottakat tisztán lehet hallani.

## Zene
- Madeleine Peyroux - La Javanaise

## Vendégszereplők
- Bob Odenkirk - Arthur Hobbs
- Jennifer Morrison - Zoey Pierson
- Kyle MacLachlan - a Kapitány
- Dan Bakkedahl - Curtis
- David Burtka - Scooter
- Ted Jonas - Russell